# L'Incohérence des philosophes
L'Incohérence des philosophes (en arabe : تهافت الفلاسفة, Tahafut al-falasifa) est le plus célèbre des traités philosophiques du penseur et théologien musulman Al-Ghazali, écrit vers 1093.

## Contexte
Au moment où il a composé le traité, Al-Ghazali avait déjà été en proie à un scepticisme sévère (décrit dans son autobiographie Erreur et délivrance) au cours duquel sa propre tendance à la croyance irréfléchie s'était « brisée comme du verre ». En ce sens, Eric Ormsby note que, « par une curieuse ironie, L'Incohérence peut être considéré comme une attaque contre la philosophie par un sceptique radical plutôt que par un croyant passionné : Ghazali était les deux, simultanément ».
Les falasifa et leurs disciples sont trop impressionnés par les grands noms, affirme Al-Ghazali : « La source de leur incrédulité est d'avoir entendu des noms ronflants comme "Socrate", "Hippocrate", "Platon", "Aristote" et leurs semblables, et l'exagération et l'égarement de groupes de leurs adeptes dans la description de leur esprit, l'excellence de leurs principes, l'exactitude de leurs sciences géométriques, logiques, naturelles et métaphysiques ».
Il remarque alors sarcastiquement : « L'imbécillité est donc plus proche du salut que la perspicacité séparée [de la croyance] ; l'aveuglement plus proche de la plénitude que la vue qui louche ».

## Contenu
L'Incohérence des philosophes est l'une des œuvres majeures d'Al-Ghazali.
Dans ce livre, il estime que les philosophes ne devraient pas essayer de prouver la connaissance métaphysique par la logique, car ces deux domaines d'études ont des bases épistémologiques différentes. Il dénonce les points de vue des philosophes grecs et de certains philosophes musulmans antérieurs, plus particulièrement ceux d'Avicenne et d'Al-Fârâbî.
Al-Ghazali concentre sa critique exclusivement sur la métaphysique et la philosophie de la nature, laissant intactes les sciences que sont la physique, la logique, l'astronomie et les mathématiques.
Al-Ghazali discute vingt enseignements clés des falâsifa. Il rejette la prétention que ces enseignements soient démonstrativement prouvés. Dans une discussion philosophique détaillée et complexe, Al-Ghazali vise à montrer qu'aucun des arguments en faveur de ces vingt enseignements ne répond à la norme épistémologique élevée de démonstration (burhân) que les falâsifa se sont fixée.
Au contraire, les arguments soutenant ces vingt convictions reposent sur des prémisses non prouvées qui ne sont acceptées que par les falâsifa, mais qui ne sont pas établies par la raison et les critères épistémologiques qu’eux-mêmes s’octroient.
En montrant que ces positions sont soutenues par de simples arguments dialectiques, Al-Ghazali vise à déconstruire ce qu'il considère comme un orgueil épistémologique du côté des falâsifa qui, selon lui, ne font que répéter les enseignements des fondateurs de leur mouvement, faisant à leur égard acte de foi, sans les examiner de manière critique.

## Influence
L'ouvrage connut un grand succès et contribua à propulser sur le devant de la scène l'école de pensée asharite de l'islam sunnite, à laquelle appartenait Al-Ghazali.
Il a eu une grande influence sur la mystique et le soufisme en Islam, mais aussi chez les penseurs religieux de confession juive, comme Juda Halevi et son Kuzari.
Isaac Albalag, continuateur juif d'Averroès, écrit un commentaire sur Tahafut al-Falasifa qui ressemble fort au Tahafut al-Tahafut de son maître.

## Controverse
L'ouvrage a fait l'objet d'une réfutation écrite un siècle plus tard par Averroès, intitulée de manière sarcastique Tahfut al-Tahafut (Incohérence de l'Incohérence),.